# شويجب (بدية)
شويجب منطقة سكنية تقع في ولاية بدية، التابعة لمحافظة شمال الشرقية في سلطنة عمان. يقدر عدد سكانها بـ 34 نسمة حسب إحصاء عام 2010 التابع للمركز الوطني للإحصاء والمعلومات الحكومي. رمز المنطقة هو 90330050.

## الوصلات الخارجية
- المركز الوطني للإحصاء والمعلومات، سلطنة عمان